# Eggel
Die Eggel ist ein 17,4 km langer, orografisch linker bzw. nördlicher Nebenfluss der Diemel in Nordrhein-Westfalen, Deutschland. Der Unterlauf bildet etwa 400 m lang die Grenze zwischen Nordrhein-Westfalen und Hessen.

## Name
Noch in neuzeitlichen Texten hieß der Fluss Echel(n). Eine sichere Deutung des Namens gibt es nicht. Möglicherweise ist es eine Zusammensetzung aus dem häufig in Fließgewässer auftauchenden Wort ahd./as. aha „Wasser, Fluss“ und dem Wort für nhd. Eichel (in der Schreibung Echel, Eichel).

## Verlauf
Der Bach Eggel, der zumeist eine relativ geringe Wassermenge führt, entspringt im östlichen Westfalen im Kreis Höxter. Seine Quelle befindet sich in der Warburger Börde knapp 3 km nordwestlich von Borgentreich, rund 2,5 km südsüdwestlich von dessen Stadtteil Natzungen bzw. etwa 675 m (Entfernungen je Luftlinie) nordnordöstlich des Kahlenbergs (247,7 m ü. NN) auf etwa 235 m ü. NN. 
Anfangs fließt die Eggel nach West-Südwesten in Richtung Eissen (Stadtteil von Willebadessen), allerdings knickt sie ein etwa 1,5 km vor der Ortschaft nach Ostsüdosten ab. In dieser Richtung verläuft sie durch die Warburger Börde vorbei an der Soethemühle und an Aldorpsen, wonach die aus östlichen Richtungen kommenden Fließgewässer Helle und Mühlenbach einmünden, nach Lütgeneder (Stadtteil von Borgentreich), wo die von Westen kommenden Bäche Eder (nicht mit dem Fulda-Zufluss Eder zu verwechseln) und Siekbach einmünden. 
Weiter südlich passiert die Eggel die Ortschaften Rösebeck (Stadtteil von Borgentreich) im Osten und Daseburg (Stadtteil von Warburg) im Westen sowie den Desenberg im Westen, um etwas weiter flussabwärts auf etwa 400 m Länge die Grenze zu Nordhessen zu bilden. An dieser Grenze mündet sie unterhalb Übelgönne (zu Warburg gehörender Gutshof) zwischen Warburg im Westen und Liebenau im Osten auf etwa 150 m ü. NN in die von Westen kommende Diemel, die ein westlicher Nebenfluss der Weser ist. 
Auf ihrem 17,4 km langen Weg überwindet die Eggel einen Höhenunterschied von 85 m, was einem mittleren Sohlgefälle von 4,9 ‰ entspricht. Dabei entwässert sie ein Einzugsgebiet von 107,024 km², von dem 0,209 km² in Hessen liegen.

## Nebenflüsse
Zu den Nebenflüssen der Eggel gehören (flussabwärts betrachtet; mit Einmündungsgebiet): 
- Helle (direkt südlich von Aldorpsen)
- Mühlenbach (zwischen Aldorpsen und Lütgeneder)
- Eder (unweit nördlich von Lütgeneder)
- Siekbach (unweit nordöstlich von Lütgeneder)

## Sehenswertes
Zu den Sehenswürdigkeiten  nahe der Eggel gehören:
- Burg Desenberg auf dem Desenberg

## Ortschaften
Ortschaften an oder nahe der Eggel sind (flussabwärts betrachtet): 
- Eissen (Stadtteil von Willebadessen)
- Lütgeneder (Stadtteil von Borgentreich)
- Rösebeck (Stadtteil von Borgentreich)
- Daseburg (Stadtteil von Warburg)
- Übelgönne (ehemaliges Rittergut)